# Ваза Ватерлоо
Ваза Ватерлоо (англ. Vase Waterloo) — вазон из цельного куска каррарского мрамора, высотой 15 футов и шириной 4,6 фута, с 1906 года украшающий сад сад Букингемского дворца в Лондоне. Внешний вид вазона, созданного в XIX веке, был вдохновлён гораздо более ранними античными образцами (в частности, ваза вазой Медичи).

## История
Императору Франции Наполеону I, проходившему с войском через Тоскану, была показана массивная глыба цельного мрамора; Наполеон приказал сохранить её и высечь из неё монументальную классическую вазу в честь своих ожидаемых побед в России. Готовое изделие должно было стать центральным элементом дворца, который он планировал выстроить для своего маленького сына, носившего титул Римского короля, в парижском районе Шайо.
После поражения Франции в Наполеоновских войнах, Фердинанд III (великий герцог Тосканский) в 1815 году подарил незавершённую вазу британскому принцу-регенту. Ваза была завершена британским скульптором Ричардом Уэстмакоттом, причём приобрела рельефный декор, посвящённый британской победе в битве при Ватерлоо. Первоначально предполагалось, что ваза будет установлена в центре Зала Ватерлоо в Виндзорском замке.
Однако, готовая ваза оказалась слишком тяжелой для внутренних помещений замка. Поэтому в 1835 году король Вильгельм IV предложил скульптуру Лондонской Национальной галерее, где она была выставлена с 1836 по 1906 год. После этого ваза была возвращена галерей королю Эдуарду VII, который распорядился установить её на нынешнее место.
Ваза Ватерлоо была использована как фон для создания одного из фотопортретов королевы-матери Елизаветы, созданного  в 1939 году Сесилом Битоном.
Ваза неплохо сохранилась, хотя на мраморе со временем появились признаки эрозии от атмосферного загрязнения.